# Lithiumhexafluortitanat
Lithiumhexafluortitanat ist eine anorganische chemische Verbindung des Lithiums aus der Gruppe der Titanate.

## Gewinnung und Darstellung
Lithiumhexafluortitanat kann durch Zugabe von Lithiumcarbonat zu einer Lösung von Titandioxid in Flusssäure gewonnen werden.
{\displaystyle {\ce {TiO2 + 6 HF -> H2TiF6 + 2H2O}}}
{\displaystyle {\ce {H2TiF6 + Li2CO3 -> Li2TF6 + H2O + CO2}}}
Ebenfalls möglich ist die Reaktion Titandioxid mit Fluorwasserstoff und Lithiumfluorid.
{\displaystyle {\ce {TiO2*2H2O + 4HF + 2LiF -> Li2TiF6 + 2H2O}}}
Das Dihydrat kann durch Kristallisation des Anhydrats aus 40%iger wässriger Flusssäure hergestellt werden.

## Eigenschaften
Lithiumhexafluortitanat ist ein Feststoff, der sich im Vakuum ab 485 °C zu zersetzen beginnt.
{\displaystyle {\ce {Li2TiF6 -> 2 LiF + TiF4}}}
An feuchter Luft tritt ab 400 °C eine Hydrolyse ein.
{\displaystyle {\ce {Li2TiF6 + 2 H2O -> 2 LiF + TiO2 + 4 HF}}}
Lithiumhexafluortitanat besitzt unter normalen Bedingungen eine hexagonale Kristallstruktur mit der Raumgruppe P42/mnm (Raumgruppen-Nr. 136). Bei hohem Druck und Temperatur tritt ein Phasenübergang zu einer anderen Kristallstruktur auf.
Das Dihydrat besitzt eine monokline Kristallstruktur mit Raumgruppe C2/m (Raumgruppen-Nr. 12).

## Verwendung
Lithiumhexafluortitanat kann als Beschichtungsmaterial in Lithiumionenbatterien verwendet werden.